# Корейська біржа
Корейська біржа (англ. Korea Exchange, KRX) — найбільша в світі біржа за обсягом угод з деривативами[джерело?], входить до двадцятки найбільших бірж по капіталізації. Здійснює торги акціями, облігаціями, ф'ючерсами.
Офіційно відкрилася 19 січня 2005 року. Головний офіс знаходиться в Пусані, підрозділи — в Сеулі і Пусані. Належить брокерським компаніям.
Біржа входить в Федерацію фондових бірж Азії і Океанії. У 2009 році вийшла в лідери на світовому біржовому ринку. Стрімкого розвитку біржа досягла після проведення консолідації трьох корейських бірж, а саме: Корейської фондової біржі, Корейської ф'ючерсної біржі та позабіржової платформи KOSDAQ (Korean Securities Dealers Automated Quotations).
Основні інструменти, якими торгує біржа є:
- цінні папери;
- фінансові інструменти;
- валютні курси;
- дорогоцінні метали.

Основними перевагами біржі є забезпечення широкого спектра фінансових інструментів, електронізація торгів та можливість проведенняторгівлі 24 години на добу, що значно розширює спекулятивні можливості й залучає клієнтів зі всього світу